# IMAM Ro.43
El IMAM Ro.43 fue un hidroavión de un solo flotador de reconocimiento italiano, que sirvió en la Regia Marina entre 1935 y 1943.

## Diseño y desarrollo
El Ro.43 fue diseñado para cubrir un requerimiento de 1933 de la Regia Marina por un avión de reconocimiento lanzado por catapulta, para equipar a los Escuadrones de Reconocimiento Marítimo que operaban desde sus navíos. La especificación solicitaba una velocidad de 240 km/h, con una autonomía de 5,5 horas. Otros contendientes fueron los Piaggio P.18 y P.20, el CMASA MF.10, el CANT Z.504 y el Macchi C.76.
Derivado del avión de reconocimiento Ro.37 Lince, del mismo diseñador, el Ro.43 voló por primera vez en 1934. El avión estaba construido de tubos de acero y madera recubiertos por una aleación flexible y tela. Era un biplano biplaza con alas plegables, la superior de gaviota y de gaviota inversa la inferior, ligeramente armado, capaz de alcanzar casi 300 km/h y con un alcance de más de 1000 km. Estas prestaciones cubrían más que de sobra los requerimientos de la especificación, y por ello fue declarado ganador.
A pesar de esto, el Ro.43 padecía serios problemas. La estructura aligerada significaba que era demasiado delicado para flotar en el mar, y tenía pobres cualidades marineras. Esos problemas provocaron que, cuando era lanzado, fuera bastante normal no recuperarlo en el mar, lo que obligaba a la aeronave a regresar a tierra antes de aterrizar.

## Historia operacional
La buena autonomía del avión significó que los hidroaviones todavía podían ser útiles en el constreñido Mediterráneo. Seis Ro.43 lanzados desde cruceros ligeros jugaron un papel importante al descubrir a la flota británica durante la batalla de Calabria, en los primeros meses de la guerra. Uno de ellos, enviado desde el crucero ligero Eugenio di Savoia, mantuvo contacto visual con el acorazado HMS Warspite durante el intercambio de fuego entre el navío insignia británico y el acorazado italiano Giulio Cesare, antes de ser cazado por un Sea Gladiator del portaaviones HMS Eagle.
Cerca del final de 1940, un solitario Ro.43 lanzado por el crucero pesado Bolzano fue el primero en localizar a la flota británica al comienzo de la Batalla de Cabo Teulada, a las 9:45, mientras el hidroavión del crucero pesado Gorizia localizaba el convoy británico a las 11:45. Skua británicos del portaaviones HMS Ark Royal reclamaron haber derribado un hidroavión después de un bombardeo infructuoso sobre la flota italiana, supuestamente un Ro.43 del acorazado Vittorio Veneto. Las prestaciones de los Ro.43 en esta batalla fueron elogiadas por el mando supremo italiano. Otro Ro.43 lanzado por el Vittorio Veneto descubrió al escuadrón de cruceros británico a las 6:35, durante el enfrentamiento cerca de la isla de Gavdos, el preludio de la Batalla del Cabo Matapán, el 28 de marzo de 1941.
Un Ro.43 lanzado desde un crucero señaló la presencia del convoy británico lanzando bengalas, durante la segunda batalla de Sirte, mientras que otro hidroavión del acorazado Littorio dirigió el fuego de la flota italiana sobre el escuadrón británico, antes de romper el contacto a las 17:24.
Los Ro.43 continuaron tomando parte en operaciones navales tan tardíamente como en junio de 1942, durante el ataque de cruceros italianos sobre el convoy Harpoon. Uno de los hidroaviones italianos fue derribado por un Beaufighter de Malta en el curso de esta acción.
Ciento cinco aviones estaban en servicio al comienzo de la Segunda Guerra Mundial, más de los necesarios para equipar a las principales unidades de superficie de la Armada italiana, pero pronto se solicitó un avión mejor, posiblemente un caza navalizado. Esto resultó en la construcción de una pequeña serie de una versión naval del Reggiane Re.2000, que podía ser catapultado, pero que no estaba equipado con flotadores, por lo que tenía que volver a una base terrestre o amerizar, de manera similar a los Hawker Hurricane operados por los barcos CAM británicos. La mejor característica fueron las alas plegables, pero incluso así el máximo llevado a bordo era usualmente de dos aparatos. Esto, junto con las pocas posibilidades de recuperación y la falta de experiencia en aviación naval (aunque la Armada italiana poseía un portahidros, el Giuseppe Miraglia) limitó el uso de los aviones en combate.
Se produjeron aproximadamente de 200 a 240 aparatos hasta 1941, con 48 todavía en servicio en 1943.

## Operadores
Italia
- Regia Marina
- Regia Aeronautica

## Especificaciones
Referencia datos: The encyclopedia of military aircraft, Italian Civil and Military Aircraft 1930–1945

### Características generales
- Tripulación: Dos (piloto y observador)
- Longitud: 9,7 m (31,9 ft)
- Envergadura: 11,6 m (38 ft)
- Altura: 3,5 m (11,5 ft)
- Superficie alar: 33,4 m² (359,1 ft²)
- Peso vacío: 1776 kg (3914,3 lb)
- Peso cargado: 2400 kg (5289,6 lb)
- Planta motriz: 1× motor radial de 9 cilindros refrigerado por aire Piaggio P.X R..
  - Potencia: 477 kW (658 HP; 649 CV)
- Hélices: Tripala de paso variable

### Rendimiento
- Velocidad máxima operativa (Vno): 300 km/h (186 MPH; 162 kt) a 2500 m (8202 pies)
- Velocidad crucero (Vc): 250 km/h (155 MPH; 135 kt)
- Alcance: 800-1500 km (4 h 30 min a 8 h 30 min)
- Techo de vuelo: 6600 m (21 654 ft)
- Velocidad de amerizaje: 103 km/h
- Tiempo a altitud: 1999 m (6560 pies) en 4 min 45 s

3999 m (13 120 pies) en 11 min

4999 m (16 400 pies) en 15 min 50 s

### Armamento
- Ametralladoras: 

  - 2 de 7,7 mm

## Aeronaves relacionadas

### Secuencias de designación
- Secuencia Ro._ (interna de IMAM): ← Ro.35 - Ro.37 - Ro.41 - Ro.43 - Ro.44 - Ro.51 - Ro.57 →
- Secuencia HR._ (Hidroaviones del Ejército del Aire español, 1945-1954): ← HR.4 - HR.5 - HR.6 - HR.7